# Karoline von Freystedt
Freiin Karoline Sophie von Freystedt (* 2. Februar 1775 in Karlsruhe; † 29. April 1862 ebenda) war Hofdame der Markgräfin Amalie von Baden. Sie war eine Enkelin des ersten Großherzogs Karl Friedrich aus einer unehelichen Seitenlinie.

## Herkunft, Ehe und Nachkommen
Karoline war die älteste Tochter von Carl Friedrich Hermann von Freystedt und Sofie Götz. Sie war eine Enkelin des Großherzogs Karl Friedrich von Baden der seinem unehelichen Sohn den Titel von Freystedt verliehen hatte. Sie heiratete nicht und hatte keine Nachkommen.

## Leben
Karoline trat 1801 in den Dienst der damaligen Erbprinzessin und späteren Markgräfin Amalie von Baden. Sie war nicht nur Hofdame, sondern auch Jugendgespielin der Töchter der Markgräfin, die als Schwiegermutter Europas in die Geschichte einging. Ihre Aufzeichnungen über das Leben am badischen Hof Erinnerungen aus dem Hofleben aus der Zeit zwischen 1801 und 1832, die den Aufstieg Badens von der Markgrafschaft zum Großherzogtum brachte, gelten als wichtige Quelle für die Geschichtsschreibung. Da Töchter der Markgräfin u. a. mit dem Zaren von Russland, dem König von Schweden und dem König von Bayern verheiratet waren und Napoleons Adoptivtochter Stéphanie de Beauharnais die Schwiegertochter von Amalie wurde, geben die Aufzeichnungen ein Bild der damaligen Zeitgeschichte – weit über Baden hinaus.
Nach dem Tod der Markgräfin Amalie 1832 lebte Karoline zurückgezogen in Karlsruhe, wo sie als Wohltäterin der Armen in Erinnerung ist.